# Рита Фелски
Рита Фелски (английски: Rita Felski) е професор по англицистика във Вирджинския университет. Главен редактор на престижното списание New Literary History.

## Биография
Рита Фелски е родена през 1956 г. в Бирмингам, Англия. Получава бакалавърската си степен по френска и германска литература в Кеймбриджкия университет (1979), магистърската – в университета Монаш в Мелбърн, Австралия (1982), а докторската – също там, по германска литература (1987). Като преподавател отначало е ангажирана в университета Мърдок в Пърт (1975), но кариерата ѝ е свързана най-дълго с Вирджинския университет, където постъпва през 1994 г. Между 2004 и 2008 г. е директор на програмата по сравнително литературознание там.
През 2003 – 2007 г. е редактор за САЩ на списание Feminist Theory. Член е на редакционните съвети също на научните списания Modernism/Modernity, Modern Fiction Studies, The International Journal of Cultural Studies, Criticism и Echo: A Music-Centered Journal.

## Признание
Носителка на наградата „Уилям Паркър Райли“ за най-добра статия, публикувана в PMLA (2000).
Носител е на множество стипендии, сред които Гугенхаймова (2010).
Рита Фелски е избрана за почетен доктор на Университета на Южна Дания през 2016 г. и за почетен доктор на Университета в Турку през 2021 г.